# 雷吉斯-布赖廷根
雷吉斯-布赖廷根（德語：Regis-Breitingen，發音：[ˈʁeːɡɪs ˈbʁaɪtɪŋən] ⓘ）是德国萨克森州莱比锡县的城市，面积26.37平方千米，2023年12月31日人口为3,845人。